# Wulfilopsis tripunctata
Wulfilopsis tripunctata là một loài nhện trong họ Anyphaenidae.
Loài này thuộc chi Wulfilopsis. Wulfilopsis tripunctata được Cândido Firmino de Mello-Leitão miêu tả năm 1947.